# 메이블 노먼드
아메이블 노먼드 (Amabel Normand, 1892년 11월 9일 ~ 1930년 2월 23일)는 미국의 무성영화 배우, 감독, 영화 각본가, 프로듀서이다. 흔히 메이블 노먼드라고 알려졌다.
당시 할리우드 영화의 흥행을 높였으며 영화사에 공을 세웠다. 또한 찰리 채플린이나 로스코에 아버클과 같은 유명 배우들과도 함께 작업했다.

## 생애
노먼드는 1910년부터 맥 세넷과 데이비드 그리피스의 바이오그래프 컴퍼니에서 영화를 찍기 시작하였으며 1912년부터 맥 세넷과 함께 키스톤 스튜디오로 옮겨서 활동하기 시작하였다. 이때 노먼드는 찰리 채플린이나 로스코에 아버클과 같이 단편 코미디 영화를 찍기 시작하였다.
특히 1914년 동안 채플린과 같이 찍기 시작하였다. 대표적으로는 《필름 조니》, 《메이블의 운전》, 《틸리의 무너진 사랑》 등이 있는데 특히 《틸리의 무너진 사랑》은 맥 세넷이 제작된 최초의 코미디 장편 영화이다.
노먼드는 이후 계속적으로 영화를 찍은 노먼드는 1918년에 새뮤얼 골든윈 스튜디오와 계약을 맺었다. 이러는 동안 노먼드에게는 감독이었던 윌리엄 데스몬드 테일러와의 사이에서 스캔들이 벌어지고 말았고 그 다음에는 할리우드 최초의 대형 스캔들인 로스코에 아버클 살인 사건에 휘말리게 되었다.
1927년에 류 코디와 사랑에 빠져 결혼하게 된다. 그러나 그녀는 결혼한지 3년만인 1930년에 결핵으로 짧은 삶을 살게 된다.

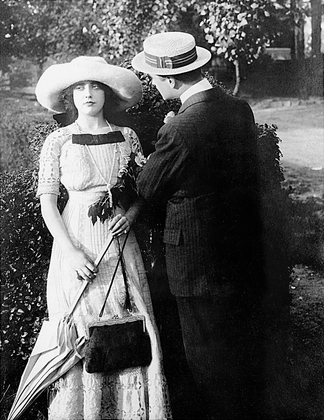
Her Awakening (1911)
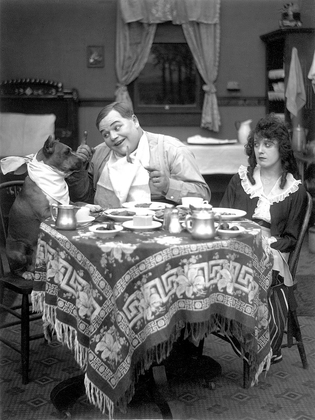
Fatty and Mabel Adrift (1916)
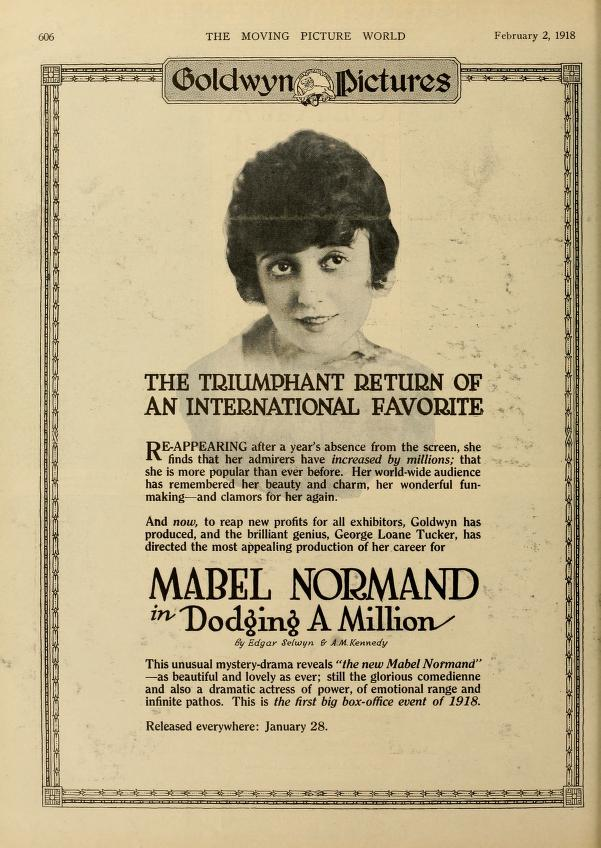
Dodging a Million (1916)
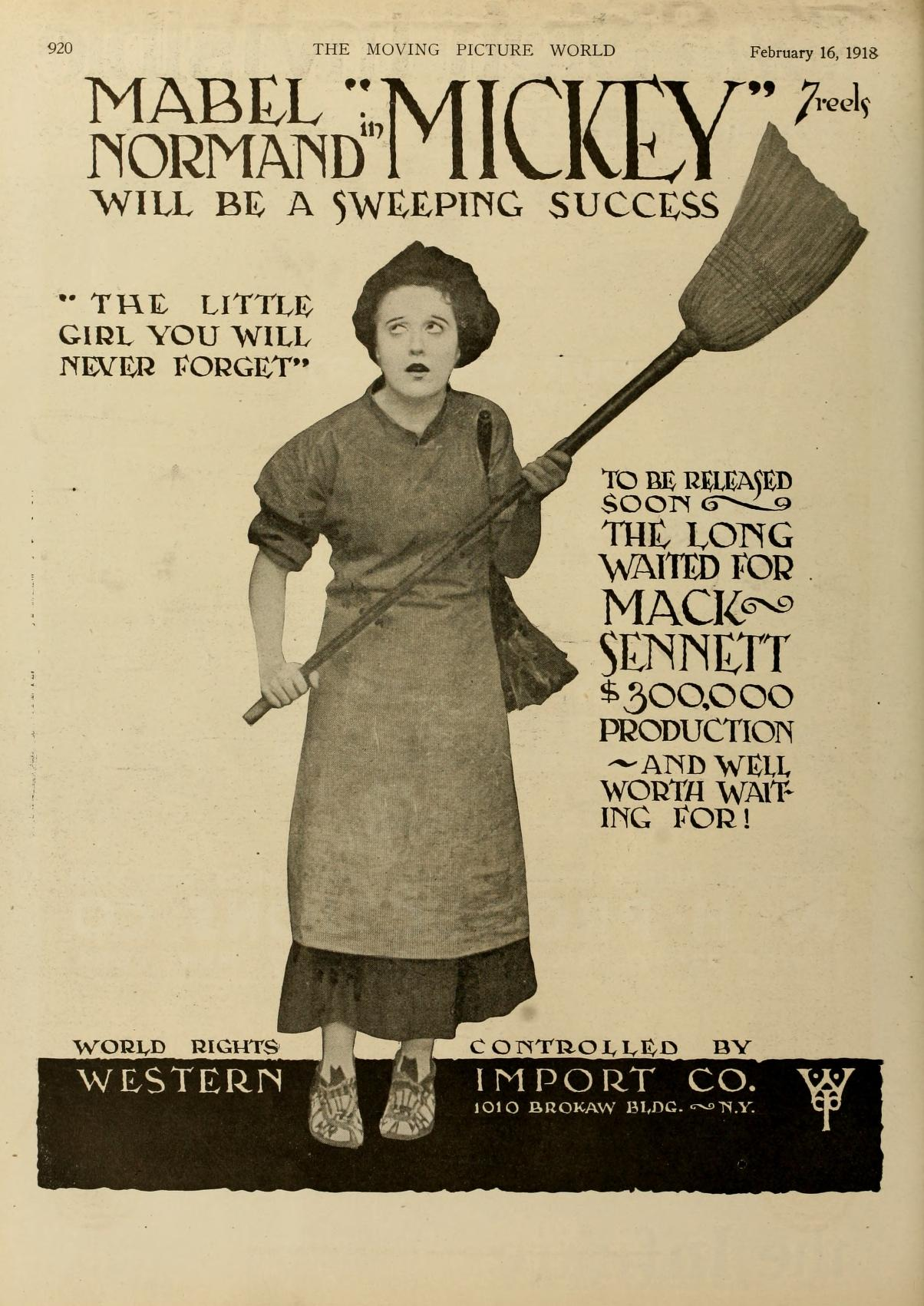
Mickey (1916)
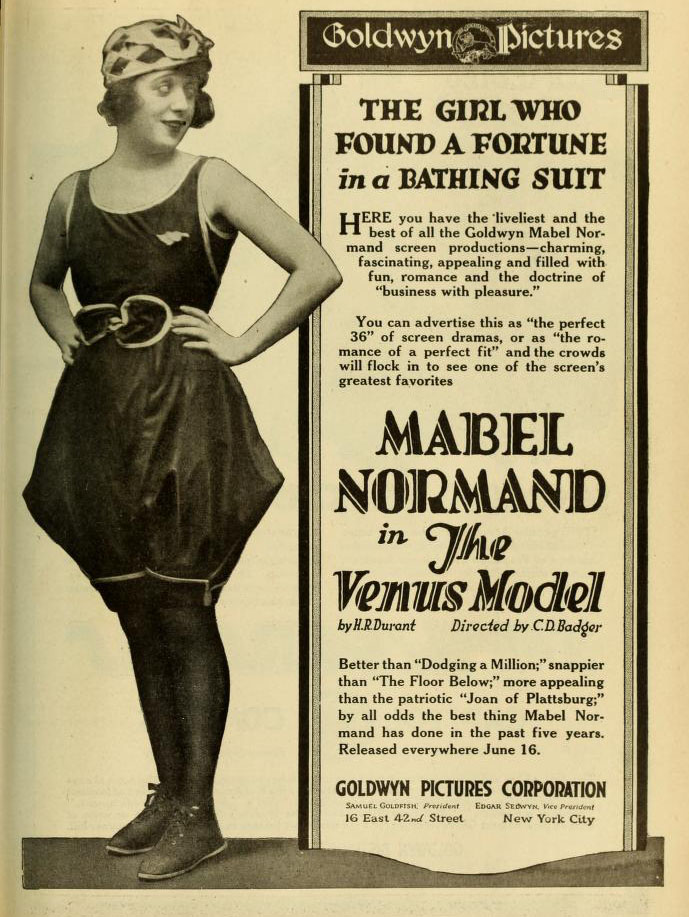
The Venus Model (1918)
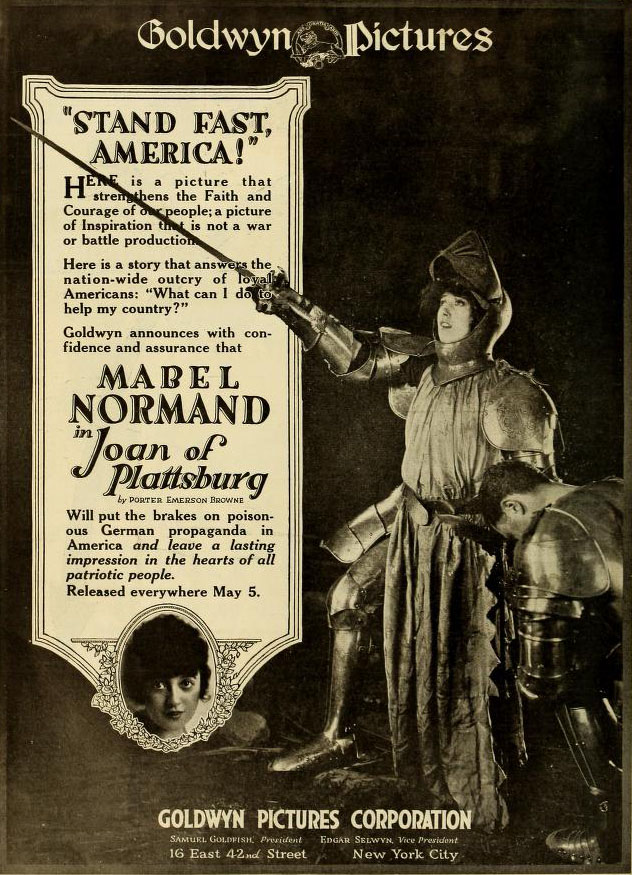
Joan of Plattsburg (1918)
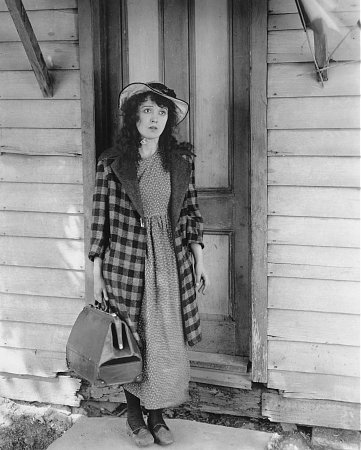
Peck's Bad Girl (1918)
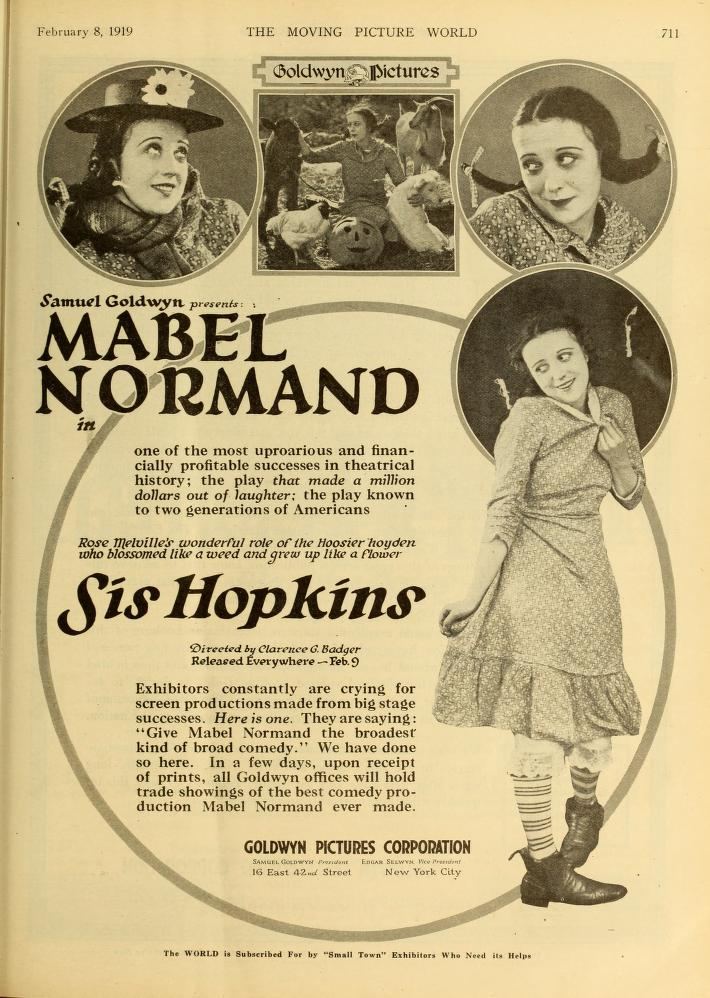
Sis Hopkins (1919)
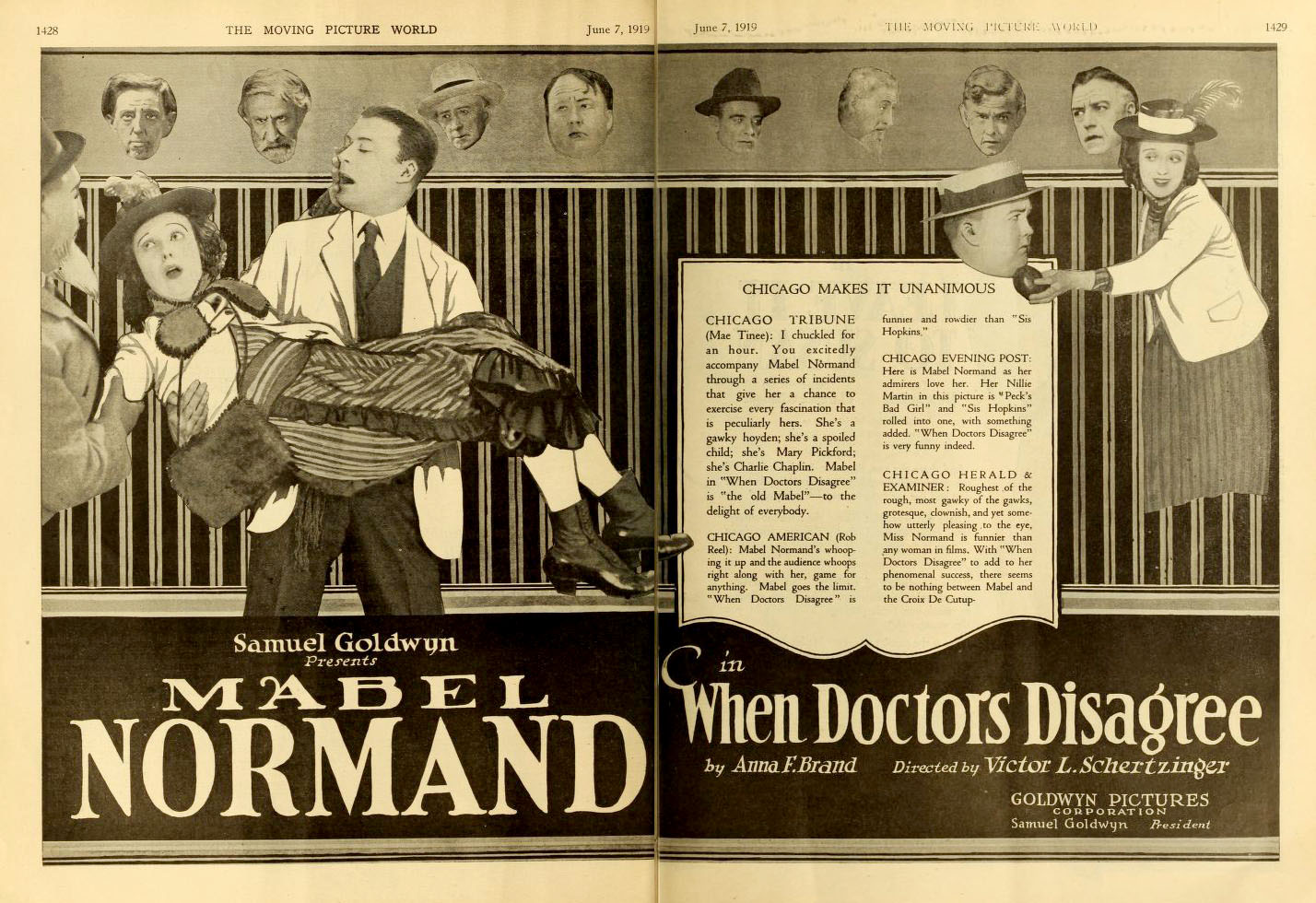
When Doctors Disagree (1919)

## 뒷이야기
- 메이블 노먼드와 찰리 채플린은 같이 일하면서 사귀게 되는데 어느 날, 채플린이 오토바이로 프로포즈를 하려다가 그만 실수를 하여 넘어지게 된다. 그 후 둘의 관계는 깨지게 되었다.

## 같이 보기
- 로스코에 아버클
- 키스톤 스튜디오
- 찰리 채플린
- 맥 세넷